# Tecumseh
Tecumseh (tháng 3 năm 1768 - 05 Tháng Mười 1813), còn được gọi là Tecumtha hoặc Tekamthi, là một người Mỹ bản xứ, người đứng đầu bộ lạc Shawnee và một liên minh gồm các bộ lạc chống lại Hoa Kỳ trong cuộc chiến tranh Tecumseh và Chiến tranh năm 1812. Ông sinh ra và lớn lên tại Ohio trong cuộc Chiến tranh Cách mạng Mỹ và Chiến tranh Tây Bắc Ấn, nơi mà ông thường xuyên bị tiếp xúc với những cuộc chiến đẫm máu 
Tenskwatawa, anh trai của ông là một nhà lãnh đạo tôn giáo ủng hộ sự của phong cách sống của tổ tiên của các bộ lạc. A sau một liên minh rộng lớn và tăng trưởng khoảng giáo tiên tri của mình. Các phong trào độc lập của người Mỹ bản địa đã dẫn đến xung đột với người định cư trên vùng biên giới. Các liên minh cuối cùng di chuyển xa hơn vào phía tây bắc và giải quyết Prophetstown, Indiana năm 1808. Tecumseh đối đầu với thống đốc Indiana là William Henry Harrison nhu cầu mua đất đó được bãi bỏ điều ước quốc tế. Tecumseh đã đến miền Nam nước Mỹ trong một nỗ lực để thống nhất các bộ lạc người Mỹ bản xứ trong liên minh là một trong lục địa Bắc Mỹ. Trước khi ra đi, ông đã cảnh báo anh trai của ông chiến đấu chống lại người Mỹ. Người em của ông bị bỏ qua anh ta. Trong khi Tecumseh đang đi đến miền Nam, Tenskwatawa đã bị đánh bại trong trận Tippecanoe 1811.

## Lời nguyền của Tecumseh
Lời nguyền Tippecanoe lần đầu được đề cập tới trong cuốn sách của nhà xuất bản Ripley's Believe It or Not phát hành năm 1931. Nó đề cập tới việc kể từ cái chết của tổng thống William Henry Harrison (qua đời năm 1841 sau khi trúng cử năm 1840), cứ 20 năm lại có một tổng thống Mỹ chết khi đang tại nhiệm. Cái tên Tippecanoe xuất phát từ tên trận Tippecanoe (1811). Vào thời điểm đó, với tư cách thống đốc vùng Idiana, William Harrison đã mua chuộc những người da đỏ để họ nhượng lại đất cho chính quyền Hoa Kỳ, đồng thời Harrison cũng đưa rượu whiskey vào cuộc sống của những người thổ dân gây ra nạn nghiện rượu và tội phạm cho cộng đồng này. Những hành động của chính quyền đã dẫn tới việc Tecumseh, thủ lĩnh của người Shawnee đứng lên đánh lại quân đội Hoa Kỳ. Năm 1811 Harrison đã đánh bại đội quân da đỏ của Tecumseh tại làng của ông. Có thể sau trận Tippecanoe, người anh em của Tecumseh là Tenskwatawa, được biết tới như là Nhà tiên tri của người Shawnee, đã đưa ra lời nguyền cho Harrison và các tổng thống Mỹ kế nhiệm.
Sau khi quyển sách Ripley's Believe It or Not xuất bản năm 1931, quả thực hai tổng thống được bầu vào các năm tận cùng bằng số 0 tiếp theo đã chết khi đang tại nhiệm, đó là Franklin D. Roosevelt (bầu năm 1940, chết vì xuất huyết não năm 1945) và John F. Kennedy (bầu năm 1960, bị ám sát năm 1963). Trong cuộc chạy đua vào Nhà Trắng năm 1980 (năm tận cùng bằng số 0 liền sau năm 1960), ứng cử viên và là đương kim tổng thống Jimmy Carter khi được hỏi về lời nguyền đã trả lời: "Tôi không sợ. Nếu tôi biết điều đó sẽ xảy ra, tôi sẽ vẫn cứ tiếp tục làm tổng thống và cố gắng hết sức có thể đến ngày cuối cùng". Người trúng cử năm 1980 không phải là Carter mà là Ronald Reagan. Tuy bị ám sát chỉ 69 ngày sau khi được bầu nhưng Reagan đã hoàn thành trọn vẹn 2 nhiệm kỳ tổng thống và chỉ qua đời vì tuổi già năm 2004. Vài ngày sau khi Ronald Reagan bị ám sát không thành, nhà báo Jack Anderson trong bài "Reagan and the Eerie Zero Factor" ("Reagan và nhân tố 0 kỳ quái") đã nói rằng hoặc vị tổng thống thứ 40 của Hoa Kỳ đã chứng minh lời nguyền là sai, hoặc mạng ông ta quá lớn (he had nine lives). Sau khi hoàn thành nhiệm kỳ thứ 2 năm 1988, Reagan trở thành tổng thống Mỹ đầu tiên sau 152 năm được bầu vào một năm tận cùng 0 mà không chết khi đang tại nhiệm. Người được bầu vào năm tận cùng 0 tiếp theo (2000) là George W. Bush cũng hoàn thành trọn vẹn hai nhiệm kỳ của mình.